# Monólito de Fobos

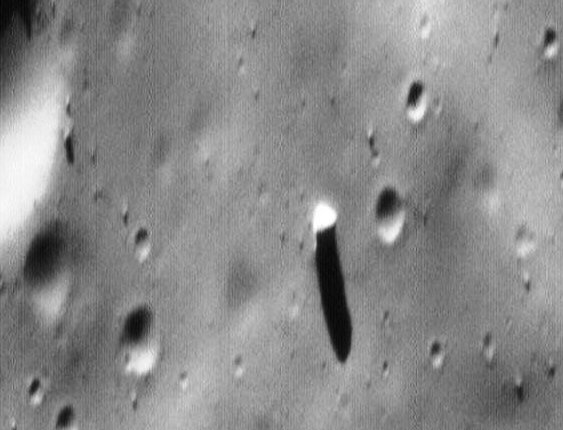
O monólito de Fobos fotografado pela Mars Global Surveyor (MOC Image 55103) em 1998.

O monólito de Fobos é uma grande pedra na superfície do satélite natural marciano Fobos. Trata-se de um matacão com aproximadamente 85 metros de diâmetro. O monólito é uma estrutura geológica consistindo de uma única grande e massiva pedra. Monólitos também ocorrem naturalmente na Terra, porém devido a ausência de agentes erosivos em Fobos, foi sugerido que o monólito de Fobos pode ser um pedaço ejetado durante o impacto de um asteroide. Este monólito é brilhante devido ao reflexo da luz solar e se encontra próximo a cratera Stickney, descrito como um matacão do "tamanho de um prédio", proporcionando um sombra proeminente. Foi descoberto por Efrain Palermo, que realizou largas pesquisas com a galeria de imagens obtida pelas sondas marcianas, e posteriormente confirmado por Lan Fleming, um sub-empreiteiro de imagens do Johnson Space Center, da NASA.
A localidade geral do monólito é um local de pouso proposto para um veículo da Agência Espacial Canadense, projeto financiado pela Optech e pelo Instituto Marciano, para uma missão não-tripulada à Fobos conhecida como PRIME (Phobos Reconnaissance and International Mars Exploration). A missão PRIME será composta por um orbitador e um veículo de pouso, dotado de quatro instrumentos designados a estudar varios aspectos da geologia de Fobos. Atualmente, o projeto PRIME é apenas teórico e não possui previsão para uma data de lançamento.
O monólito aparece em duas imagens da Mars Global Surveyor, nas imagens SPS252603 e SPS255103, ambas datadas de 1998. Não há relação do objeto com outro monólito localizado na superfície de Marte, com o qual a NASA notou ser um fenômeno comum naquela região da superfície marciana.